# Käringöns församling
Käringöns församling var en församling i Göteborgs stift och i Orusts kommun. Församlingen uppgick 2006 i Morlanda församling.

## Administrativ historik
Församlingen bildades 1795 genom en utbrytning ur Morlanda församling. 
Församlingen var till 1 maj 1888 annexförsamling i pastoratet Morlanda, Mollösund, Fiskebäckskil och Käringön som från 1798 även kom att omfatta Grundsunds församling och Gullholmens församling. Från 1 maj 1888 till 2006 annexförsamling i pastoratet Morlanda, Mollösund, Gullholmen och Käringön som till 1 maj 1924 även omfattade Skaftö församling. Församlingen uppgick 2006 i Morlanda församling.

## Kyrkobyggnader
- Käringöns kyrka

### Fotnoter
1. 1 2  Nationell Arkivdatabas Referenskod: SE/142108000, läst: 19 augusti 2018.[källa från Wikidata]
2. ↑  ”Förteckning (Sveriges församlingar genom tiderna)”. Skatteverket. 1989. http://www.skatteverket.se/privat/folkbokforing/omfolkbokforing/folkbokforingigaridag/sverigesforsamlingargenomtiderna/forteckning.4.18e1b10334ebe8bc80003999.html. Läst 17 december 2013.
3. ↑  ”Församlingar”. Statistiska centralbyrån. https://www.scb.se/hitta-statistik/regional-statistik-och-kartor/regionala-indelningar/forsamlingar/. Läst 30 december 2022.